# Caluromyinae
Caluromyinae e подсемейство торбести бозайници от разред Опосуми. Често подсемейството е разглеждано като отделно семейство наречено Caluromyidae. Включва три рода с общо пет съвременни вида. Съществува и четвърти род Pachybiotherium представен с изкопаеми древни торбести, чиито най-близък съвременен представител е Чилийския посум. Днес представителите на подсемейството обитават тропическите гори в Латинска Америка от Южно Мексико до северната част на Южна Америка.

## Описание
Характерни белези за представителите са острия нос и изпъкналите очи. Всички са добри катерачи и са основно дървесни видове. Тук те търсят плодове, насекоми и други малки животинки. Дължината на тялото варира от 180 до 290 mm, на опашката 270 – 490 mm.
Продължителността на живота им е от една до три години. Достигат полова зрялост между 6 и 10 месечна възраст. Размножаването е сезонно. Женските раждат до пъти годишно средно по 3 – 5 малки. Не образуват постоянни двойки.